# Kantonnale Bank van Nidwalden
De Kantonnale Bank van Nidwalden (Duits: Nidwaldner Kantonalbank) is een Zwitserse kantonnale bank en heeft zijn hoofdzetel in Stans in het kanton Nidwalden.
De bank werd opgericht in 1879. Per 31 december 2018 had de bank een balanstotaal van 4,9 miljard Zwitserse frank en telde de bank 130 personeelsleden. De deposito's bij de Kantonnale Bank van Nidwalden vallen volledig onder een staatswaarborg die wordt gewaarborgd door het kanton Nidwalden.
Aargau · Appenzell Innerrhoden · Basel-Landschaft · Basel-Stadt · Bern · Fribourg · Genève · Glarus · Graubünden · Jura · Luzern · Neuchâtel · Nidwalden · Obwalden · Sankt Gallen · Schaffhausen · Schwyz · Thurgau · Ticino · Uri · Vaud · Wallis · Zug · Zürich